# Снігурі (станція)
Снігурі (рос. Снегири) — залізнична станція Ризького напрямку Московської залізниці в однойменному смт Істринського міського округу Московської області. Входить до складу Московсько-Смоленського центру організації роботи залізничних станцій ДЦС-3 Московської дирекції управління рухом. За основним характером роботи є проміжною, за обсягом роботи — 4-го класу.
Станція має одну острівну пасажирську платформу і три колії. Є під'їзна колія на Снігурівський завод вогнетривких виробів.

## Пасажирське сполучення
Існує пряме пасажирське сполучення на Курський напрямок Московської залізниці. Пасажирське сполучення здійснюється приміськими електропоїздами. На захід безпересадкове сполучення здійснюється до станції Шаховська, на схід — до станцій Москва-Ризька і Серпухов.